# Cameron Island
Cameron Island – jedna z kanadyjskich wysp arktycznych w Nunavut, w Kanadzie. Znajduje się na Oceanie Arktycznym, blisko Wyspy Bathursta. Ma powierzchnię 1059 km². Bezpośrednio na południe leży wyspa Île Vanier.